# Alouatta palliata
Alouatta palliata, es una especie de primate platirrino de la familia Atelidae. Es grande y robusto con extremidades largas y fuertes. Mide entre 70 y 140 cm y pesa entre 3.6 y 7.6 kg. Cola prensil y larga. Su cabeza es grande y su rostro desnudo y pigmentado color oscuro. Pelaje sedoso y brillante color café a café rojizo, amarillento en los costados; algunos individuos presentan manchones rubios en distintas partes del cuerpo como cola, base de la espalda o dorso de la mano. El pulgar es divergente y oponible. Vive desde el sur de México hasta Ecuador. En México se distribuye principalmente en el sur de Veracruz, Tabasco, norte de Oaxaca y norte de Chiapas, donde sus poblaciones se han visto severamente reducidas, por lo que sus distribuciones están limitadas a fragmentos. Su principal hábitat son las selvas tropicales húmedas. 
Habita diversidad de ambientes como bosques de tipo secundario, semi-caducifolio, húmedo, seco o de montaña. Prefiere climas tropicales de tipo cálido subhúmedo, en regiones de baja altitud. En México habita desde 0 hasta alrededor de los 900 m s. n. m. La NOM-059-SEMARNAT-2010 México clasifica a la especie como en peligro de extinción. Entre los principales riesgos que le amenazan se encuentran la pérdida, transformación y fragmentación del hábitat, la cacería furtiva y el tráfico de infantes como mascotas en el mercado. En las principales ciudades de México existe una alta demanda de la especie como mascota en el mercado negro, lo que amenaza la viabilidad de sus poblaciones en vida libre. Su carne es consumida por pobladores locales.
Vive en grupos de alrededor de 20 individuos, pero generalmente se congrega en grupos pequeños. Los machos y las hembras abandonan sus grupos natales al alcanzar la madurez sexual. Los grupos cuentan con un macho dominante que reclama el derecho a copular con las hembras. Se alimentan de hojas tiernas y frutos. Son animales territoriales y se caracterizan por poseer un hioides grande, el cual lo habilita para emitir aullidos muy intensos audibles a 2 km de distancia, principalmente al amanecer y atardecer, para así advertir a otros grupos de su presencia. Esto les permitir ahorrar la energía empleada durante confrontaciones. Usualmente las hembras tienen su primera cría a los dos años de edad, el periodo de gestación dura unos seis meses y el intervalo entre nacimientos es de dos años. Su dieta se compone en igual proporción de hojas tiernas y frutos, y en menor proporción de flores, esta varía de acuerdo al sitio, sexo, época del año y disponibilidad de alimento. A pesar de encontrarse amenazado por la deforestación, por el tipo de dieta y la capacidad de vivir en espacios reducidos, es muy adaptable y es capaz de vivir en bosques fragmentados e intervenidos.
Reciben diversos nombres según la región; entre los más comunes están saraguato de manto, aullador de la costa, aullador negro, coto de Tumbes, coto negro, aullador dorado, aullador pardo, congo, mong, zambo, aullador, aullador de manto o saraguato pardo.

## Área geográfica y hábitat

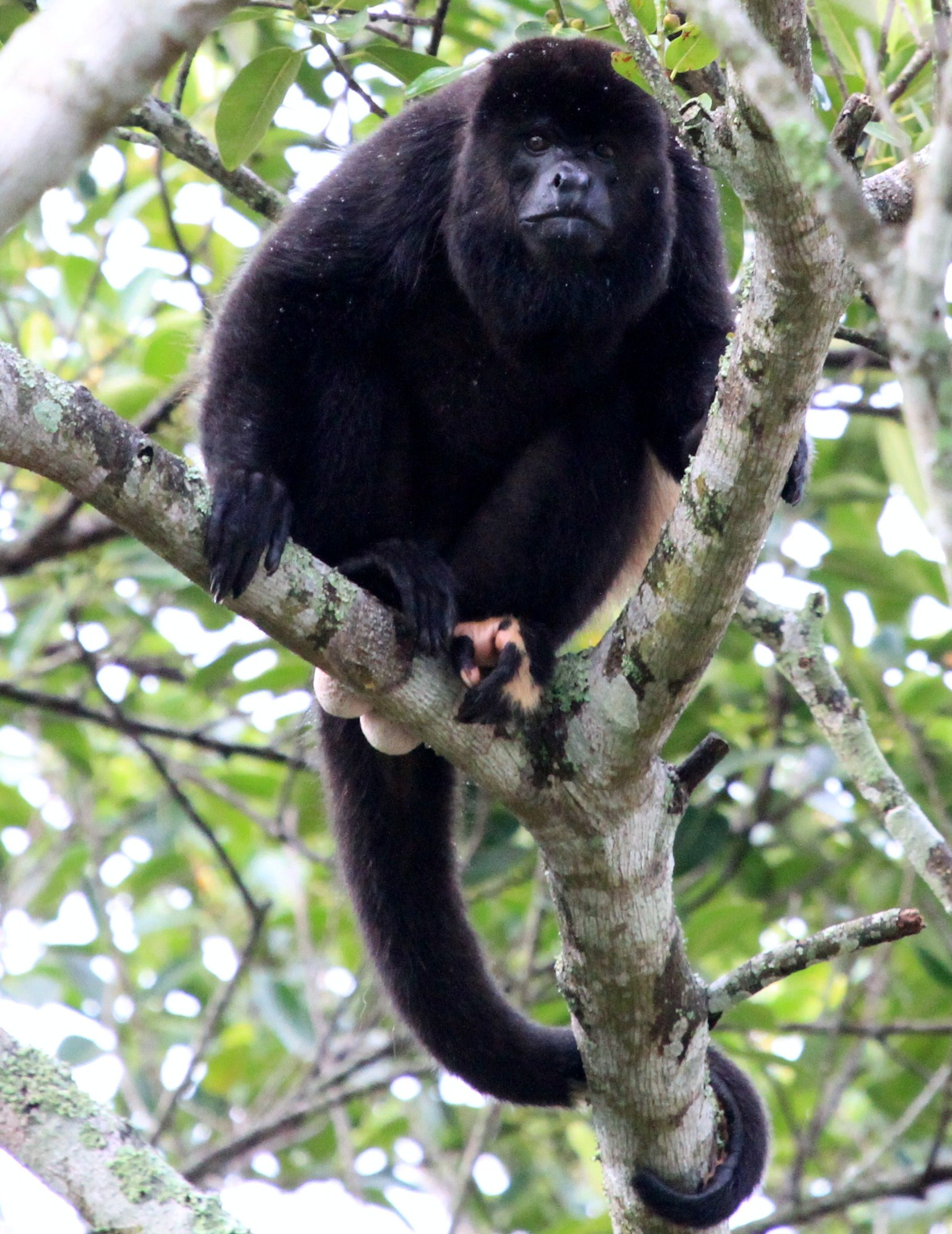
Alouatta palliata en el extremo norte de su área de distribución, istmo de Tehuantepec, México.

Esta especie de aullador habita en la mayor parte de América Central y el noroeste de América del Sur. Se lo encuentra el sur de México, centro de Guatemala, Honduras, Nicaragua, Costa Rica, Panamá, al norte y occidente de Colombia, el occidente de Ecuador y la Región de Tumbes en Perú.
A. palliata es simpátrico con otra especie de aullador, el aullador negro guatemalteco (Alouatta pigra) en un sector restringido en Guatemala y México cerca de la península de Yucatán. Probablemente no se encuentra adaptado como su pariente Alouatta seniculus para vivir en zonas de bosque intervenido y fraccionado, encontrándose en cambio mejor adaptado que esté mejor adaptad que A. seniculus para vivir en bosques de dosel cerrado, siendo este último mejor adaptable a los bosques inundables, bosques de galería y rastrojos. En Colombia, en cercanías al río Atrato, también converge con la especie A. seniculus.
En Colombia la especie se encuentra principalmente desde bosques húmedos hasta semi-caducifolios en laderas montañosas. En América Central hábitat gran variedad de bosques, principalmente en bosques perennes de baja altura, también se halla en manglares, bosques secos caducifolios y bosque intervenidos. Se asientan preferiblemente en el dosel medio y alto; como lo hace A. seniculus, suelen descender al suelo y pueden nadar con cierta habilidad. Por lo general evita los bosques inundables y las ciénagas con manglares aledañas a las costas.
En resumen, se ubica en las siguientes locaciones por país:
- México: estados de Veracruz, Tabasco, Oaxaca y Chiapas.
- Guatemala: En el departamento de Chiquimula.
- Honduras: todo el país, exceptuando algunas zonas de la frontera con El Salvador.
- Nicaragua: todo el país.
- Costa Rica: todo el país, exceptuando la Isla del Coco.
- Panamá: todo el país.
- Colombia: departamentos de Magdalena, Atlántico, Bolívar, Córdoba, Sucre, Antioquía, Chocó, Valle del Cauca, Cauca y Nariño.
- Ecuador: todas las provincias costeras: Esmeraldas, Manabí, Santa Elena, Guayas, Azuay, El Oro y Los Ríos.
- Perú: departamentos de Tumbes y Piura.

## Taxonomía y nombres comunes

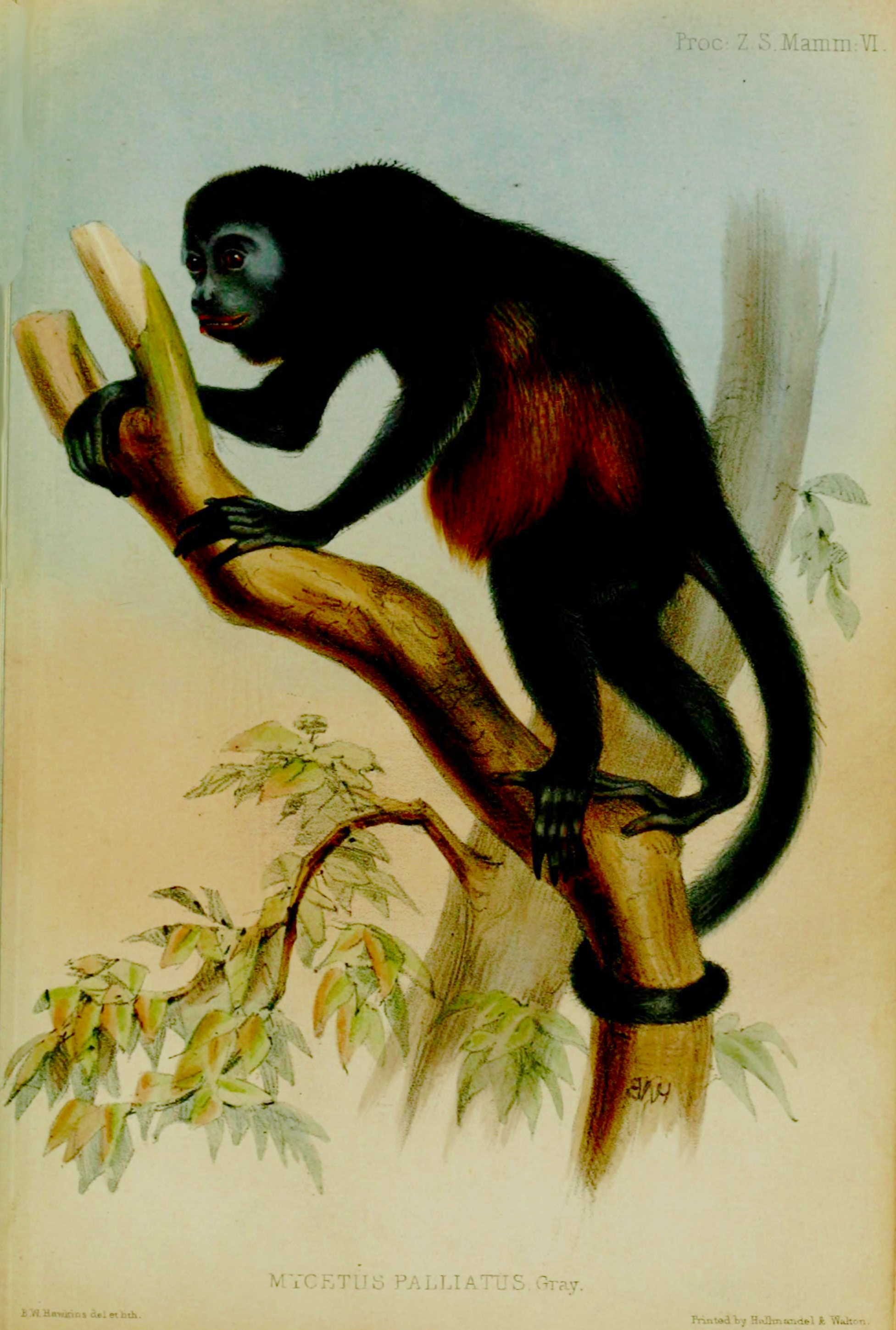
Ilustración de aullador negro de 1848.

Alouatta palliata pertenece a la familia Atelidae entre los de platirrinos, la familia que contiene los araguatos, maquisapas, churucos y muriquís. La especie forma parte de la subfamilia Alouattinae cuyo único género es Alouatta, el cual contiene a todos los araguatos.
Se reconocen tres subespecies: Alouatta palliata aequatorialis en Colombia, Costa Rica, Ecuador, Panamá y Perú, Alouatta palliata palliata en Costa Rica, Guatemala, Honduras y Nicaragua y Alouatta palliata mexicana en México y Guatemala. Otras dos subespecies son consideradas por algunos autores, pero con más frecuencia se clasifican como subespecies de Allouatta coibensis (aullador de la isla Coiba). Sin embargo, los estudios de ADN mitocondrial demuestran que su clasificación sigue inconclusa.
Dependiendo de la región donde habita se le conoce como congo, aullador de la costa, aullador araguato, zambo, aullador negro, mico negro, mico cotudo, a lo largo de la costa Caribe colombiana; mico negro en el área de la costa pacífica colombiana (algunas veces aplica también a Ateles belzebuth); mico chongo y chongón, en la región sur de la costa pacífica colombiana, adyacente a Ecuador; güeviblanco (Chocó). Algunos nombres indígenas colombianos: kotudú (Noahamá); cuara (Chokó); uu (Cuna); y ecuatorianos: Aullaj munu (quichua). En francés hurleur manteau; en alemán Mantelbrüllaffe; y en inglés black howler, black howling monkey, mantled howler o Golden-mantled Howling Monkey.

## Anatomía y fisiología

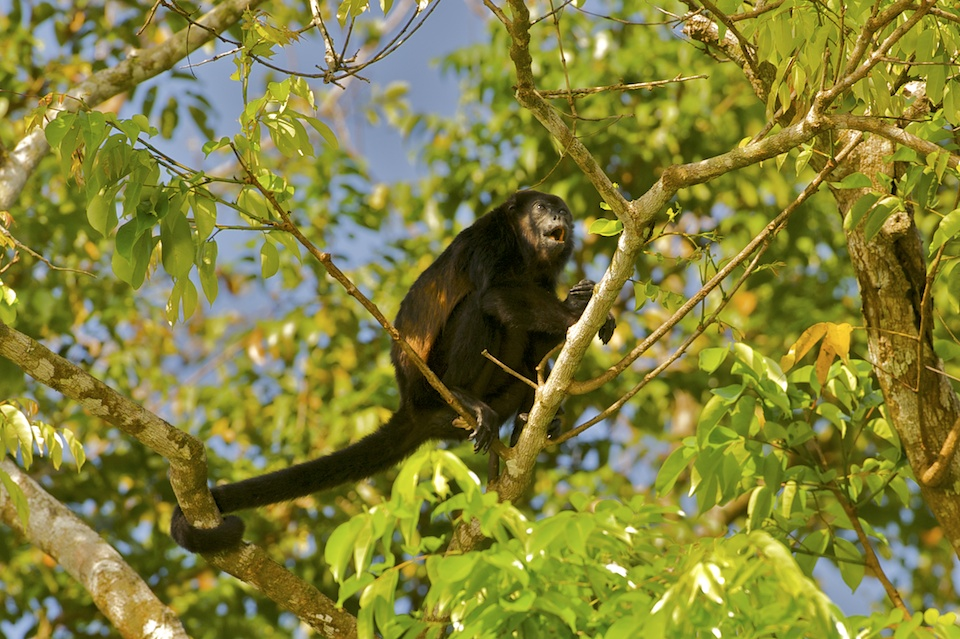
Araguato Negro vocalizando, en Tortuguero, Costa Rica

La morfología de esta especie es similar a las otras especies del género Alouatta a excepción de la coloración, la cual es predominantemente negra con franjas laterales de color dorado o amarillentas, sin embargo, se conocen animales de color marrón o gris oscuro. La cabeza es grande en relación con el cuerpo, la cara es negra y esta desprovista de pelo. Como en todos los miembros de la familia Atelidae, la cola es prensil, larga y fuerte con una almohadilla carente de pelo cerca de la punta. Existe un marcado dimorfismo sexual, los machos son más grandes que las hembras, con un peso entre 5,5 y 9,8 kg, mientras las hembras pesan entre 3,1 y 7,6 kg, además tienen el pelo alrededor de la cara más largo y abundante. En los machos maduros el escroto es de color blanco. La longitud corporal oscila entre 481 y 675 mm, con un promedio para los machos de 561 mm y para las hembras de 520 mm. La cola mide entre 545 y 655 mm con un promedio en los machos de 583 mm y de 609 mm en las hembras. Otras mediciones realizadas en Colombia arrojan un rango de peso corporal entre 6 y 8 kg con un promedio para ambos sexos de 6,6. El cerebro de este aullador pesa solamente unos 55 g, más pequeño que en algunos platirrinos más pequeños como el capuchino de cabeza blanca (Cebus capucinus). La especie se encuentra adaptada para una dieta principalmente folívora, motivo por el cual sus molares cuentan con crestas altas, útiles para esta dieta vegetariana.

## Comportamiento

### Dieta

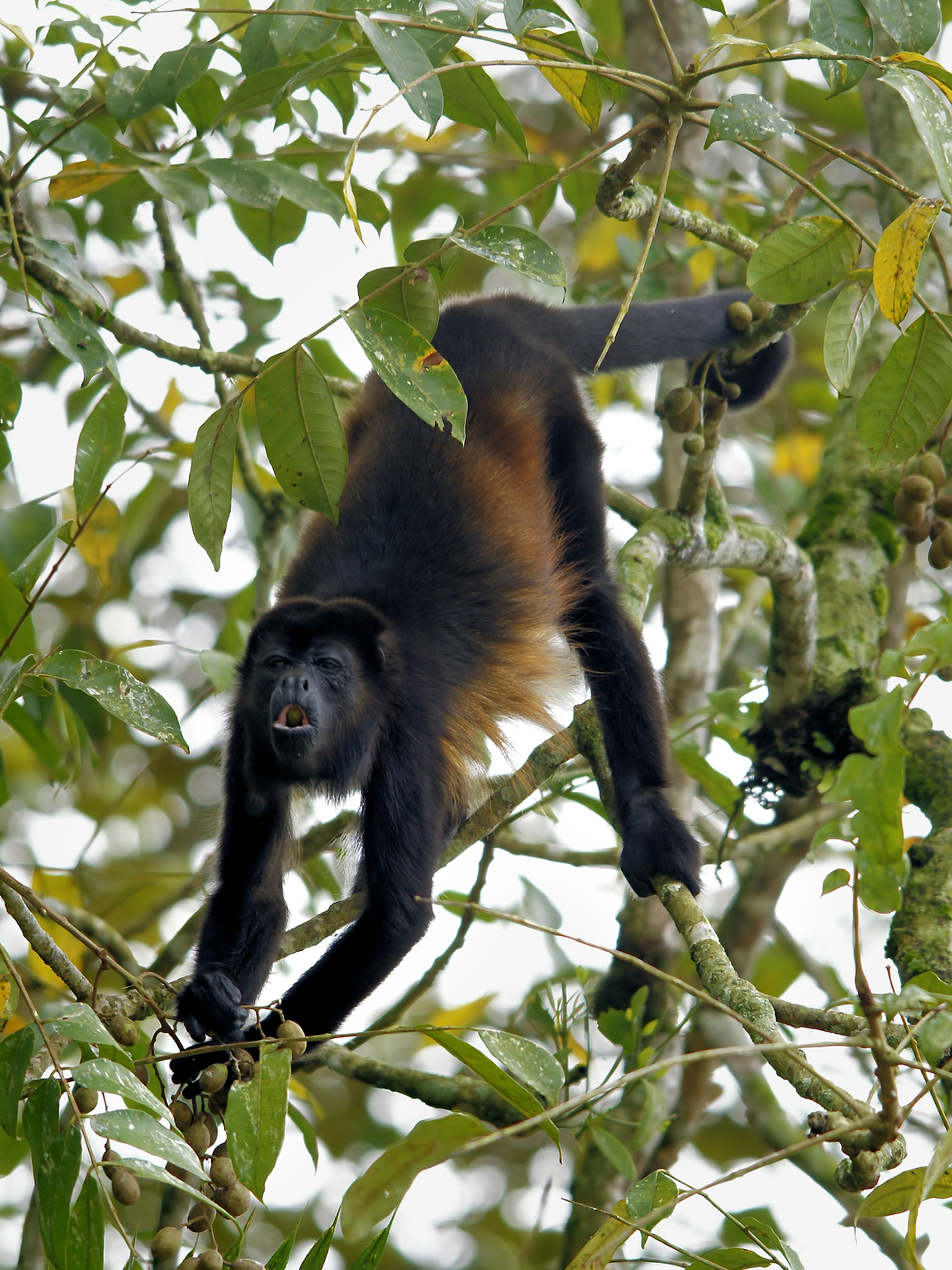
Alouatta palliata alimentándose mientras se suspende parcialmente de su cola prensil.

La dieta se compone de hojas y frutos más o menos en la misma proporción, pero también se alimentan de flores. De acuerdo a un estudio la dieta se compone porcentualmente de 48,2% de hojas, 42,1% frutos y 17,9% flores.
Según un estudio, el porcentaje de tiempo empleado de acuerdo a la especie es la siguiente: Ficus yaponensis (Moraceae) 20,95%, Ficus insípida (Moraceae) 14,89%, Brosimum alicastrum (Moraceae) 6,08%, Platypodium elegans (Leguminosae) 5,65%, Inga fagifolia (Leguminosae) 3.86%, Poulsenia armata (Moraceae) 3,63%, Spondias mombin (Anacardiaceae) 2.63%, Cecropia insignis (Moraceae) 2.24%, Hyeronima laxiflora (Euphorbiaceae) 1.99%, Lacmellea panamensis (Apocynaceae) 0.67%. El porcentaje de tiempo comiendo frutos de acuerdo a la familia es: Moraceae 47,79%, Leguminosae 9,5%, Anacardiaceae 2.62%, Euphorbiaceae 1,99% y Apocynaceae 1,67%. Prefieren las hojas tiernas las cuales le proveen de más proteínas que las hojas maduras. En otro estudio llevado a cabo en México se documentaron 27 especies como fuente de alimento, con un 89% del tiempo invertido en 8 especies, siendo la familia más frecuente Moraceae (58,4%), con las siguientes en importancia Ficus spp., Poulsenia armata, Brosimum alicastrum, Cecropia obtusifolia y Pseudomedia oxyphyllaria; las otras familias fueron Lauraceae (22,6%) y Leguminosae (4,9%).
Otro estudio documentaron un tiempo empleado de 19,5% en alimentarse de hojas maduras, un 44,2% de hojas tiernas, 18,2% de flores, 12,5% de frutos y de 5,7% de néctar. En el mismo estudio se establecieron 62 especies de 27 familias, siendo la más importante Leguminosae, seguida de Moraceae y Anacardiaceae. Las especies más representativas fueron Andira inermis (15%), Pithecellobium saman (10,04%), Pithecellobium longifolium (7.92%), Anacardium excelsum 7,23%, Licania arborea (7,06%), Manilkara achras (6.19%), Astronium graveolens (5.46%) y Pterocarpus hayseii (4.71%), En Costa Rica se documentó un tiempo empleado en comer hojas de un 49%, un 28% de frutos y 22,5% de flores.
En Colombia, en la selva lluviosa del Chocó se encontró que la especie se alimenta de 51 especies de plantas que pertenecen a 22 familias y 35 géneros. Las familias más frecuentes fueron Moraceae y Mimosaceae, en las cuales se empleó un 76% del tiempo invertido. Otras familias fueron Caesalpinaceae, Sapotaceae, Cecropiaceae, Myristicaceae y Annonaceae. Las especies consumidas con más frecuencia fueron: Brosimum utile, Ficus tonduzii, Inga macradenia, Pseudolmedia laevigata y Lacmellea cf. floribunda.

### Estructura Social
Por lo general son pacíficos, pero pueden tornarse violentos. Se ha observado casos en los cuales grupos de machos solteros desplazan a los machos de un grupo y matan a los jóvenes del grupo, lo cual induce el estro en las hembras.
A. palliata se congrega en grupos de entre 6 y 23 individuos, más numerosos en promedio que en Alouatta seniculus. En ubicaciones como en la isla Barro Colorado se encontraron grupos con tamaño promedio de 20,8 y 21,5, unos de los más a los registrados para esta especie. Por lo general en cada grupo existe dos o tres machos adultos, lo cual hace diferencia con A. seniculus cuyos grupos por lo general cuentan con solo un macho por grupo. Estos grupos llega a tener entre 4 y 6 hembras, pero pueden llegar a las 7 a 10 hembras.
Cada grupo se despliega en territorios de entre 10 y 60 ha, pero se han registrado territorios más pequeños de entre 3 y 7 ha en algunos bosques panameños, posiblemente por la sobrepoblación ocasionada por la migración proveniente de bosques talados adyacentes. Los recorridos diarios en busca de alimento registrados son en promedio de 123 m (rango entre 11 y 503 m), 443 m (rango entre 104 y 792 m) y 596 m (rango entre 207 y 1261 m).
En bosques costeros de Panamá sobrepoblados por individuos provenientes de bosques talados, encontró una densidad de 1050 individuos por km²; sin embargo, normalmente se encuentran densidades de entre 16 y 90 ejemplares por km² en la isla de Barro Colorado, Panamá, 23 individuos por km² en México y 90 individuos por km² en Costa Rica. En Colombia se encontraron entre 0,7 y 1.5 grupos por km².

### Comunicación
El aspecto más característico de la especie son los despliegues vocales, siendo la más reconocible el aullido, uno de los más fuertes de los primates del Nuevo Mundo. Este sonido se emite principalmente como advertencia a los machos de otros grupos o cuando escuchan truenos y aviones, y por lo general se acompaña de gruñidos emitidos por las hembras y jóvenes del grupo. Otras vocalizaciones de cuerdo a Neville et al. (1988) son las siguientes:
1. «Rugido incipiente»: rugido corto (popping) de machos adultos ante perturbaciones como se menciona arriba.
2. «Rugido altisonante»: tono alto al final del rugido común de machos adultos cuando terminan el aullido.
3. «Rugido de acompañamiento»: gemido de tono alto de hembras y juveniles acompañando el rugido del macho.
4. «Ladrido (warf) del macho»: ladrido profundo con 1-4 repeticiones dado en grupos de adultos machos cuando son perturbados.
5. «Ladrido de la hembra»: ladrido de tono alto de las hembras cuando los perturbadas.
6. «Ladrido incipiente del macho»: ladrido apagado de los machos adultos cuando están ligeramente perturbados.
7. «Ladrido incipiente de la hembra»: ladrido apagado de las hembras cuando los machos se encuentran ligeramente perturbados.
8. «Oodle»: repeticiones rítmicas de pulsos de aire hechas por adultos perturbados y agresivos.
9. «Quejido»: quejidos sonoros de los infantes, juveniles y hembras adultas chillido, cuando se encuentran «frustrados».
10. «Eh»: espiración repetida cada pocos segundos por los infantes para mantener contacto.
11. «Cacareo»: cacareo alto y repetido reído por infantes, juveniles y hembras adultas cuando se sienten amenazados.
12. «Graznido»: series de tres notas de llanto emitido por los infantes cuando se extravían o están separados de su madre.
13. «Wrah-ha»: sonido de 2 - 3 sílabas de la madre cuando está separada de su hijo.
14. «Aullido»: como el aullido de un perro, emitido por infantes, jóvenes y hembras adultas cuando están muy asustados.
15. «Chillido»: EEEeee ruidoso por los infantes, juveniles y hembras adultas cuando están muy asustados.
16. «Ladrido de infante»: ladrido sonoro y explosivo, dado raramente por infantes cuando están angustiados.
17. «Ronroneo»: como el ronroneo de un gato, dado por los infantes cuando están en contacto cercano con el cuerpo de la madre.

### Locomoción

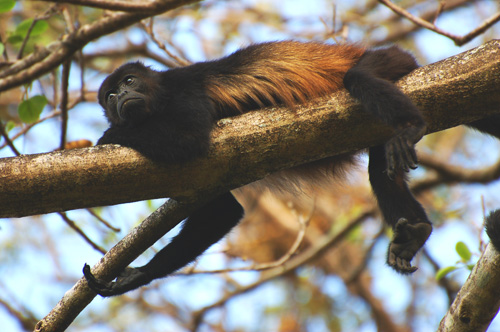
Araguato de manto descansando.

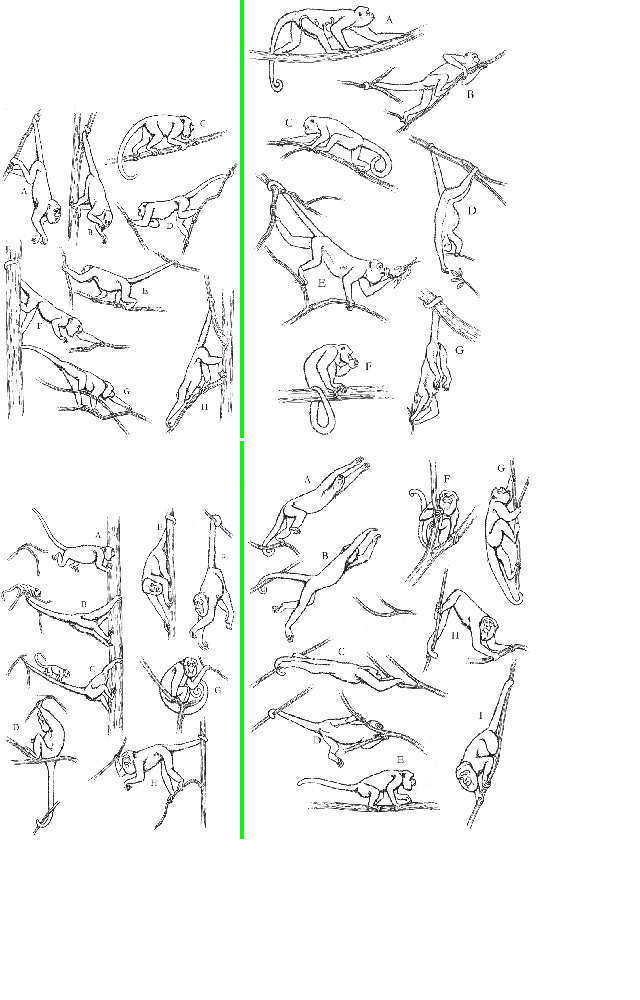
Locomoción A.palliata. Defler, T.R. 2010

En un estudio realizado en Barro Colorado sobre el uso del tiempo durante el día, invierten en el descansar el 65,54%, para moverse el 10,23% y para comer 16,24%. Otro estudio encontró que estos los aulladores utilizaron en descansar el 58,42% del tiempo, para alimentarse el 15,35%, el 14,68% para moverse y en actividades sociales el 11,54%.
Se desplaza en postura cuadrúpeda el 70% de las veces; saltan en raras ocasiones y con frecuencia se suspenden de la cola mientras se alimentan. Otra investigación reveló una locomoción cuadrúpeda en el 47% de las veces, se suspenden en el 37% de las veces, y mixta el 10% de las veces.
Las posturas adoptadas por esta especie son: sentado 53%, parado 20%, acostado 12% y suspendido de pies y cola el 11%. Duermen en ramas horizontales en árboles de tamaño medio en inmediaciones al sitio al cual se alimentaron el día anterior.

### Reproducción
Los machos alcanzan la madurez a los 42 meses y las hembras lo hacen a los 36 meses. El ciclo sexual es de 16,3 días. Es posible que las feromonas jueguen un papel importante durante el ciclo sexual, dado que los machos olfatean los genitales y saborean la orina de las hembras. El macho dominante del grupo tiene el derecho de copular con las hembras. La gestación se extiende por 186 días y los nacimientos ocurren a lo largo del año. Generalmente nace una sola cría, que depende totalmente de su madre. Al nacer la cola prensil no es funcional, haciéndose útil hasta los 2 meses. Se sujetan al vientre de la madre hasta las 2 o 3 semanas cuando logran trepar a su espalda; el cuidado materno se prolonga hasta los 18 meses.
En esta especie el cuidado parental es notable, no obstante, las madres pueden ser más bien pasivas, pero pueden esperarlos y cargarlos cuando los jóvenes no son capaces de sortear los espacios entre los árboles, esto también pueden hacerlo los otros miembros adultos del grupo.

## Conservación

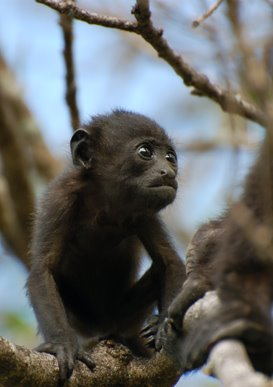
A. palliata juvenil.

Esta especie de araguato en la Lista Roja de la UICN se considera Alouatta palliata una Especie vulnerable. A lo largo de su distribución la especie no se encuentra bajo amenazas severas, sin embargo en algunas localidades las poblaciones enfrentan la pérdida de hábitat y la caza. Por ejemplo en la península de Azuero existe una intensa pérdida de su hábitat y fragmentación del mismo. En el departamento de Chocó en Colombia es objeto de caza extendida por parte de la población afrocolombiana e indígena; adicionalmente en la costa Atlántica del país por lo menos el 90% de los bosques han sido talados para despejar terrenos de cultivo.
Sin embargo, Alouatta palliataes una especie adaptable puede subsistir en bosques jóvenes mayores de 60 años, y puede tolerar la fragmentación y el efecto de borde, comparándolo con otras especies, esto se debe a su estilo de vida que demanda bajo gasto de energía, el pequeño tamaño del territorio que requiere y su dieta diversa. La importancia de la especie a nivel ecológico radica en su papel como dispersor de semillas.
Sus enemigos naturales son el jaguar (Panthera onca), el puma (Puma concolor), el ocelote (Leopardus pardalis) y el águila harpía (Harpia harpyja).